# 鑿

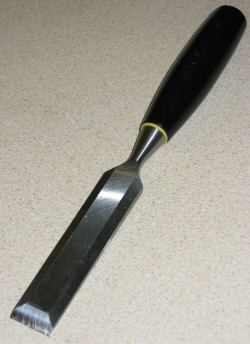
木工鑿

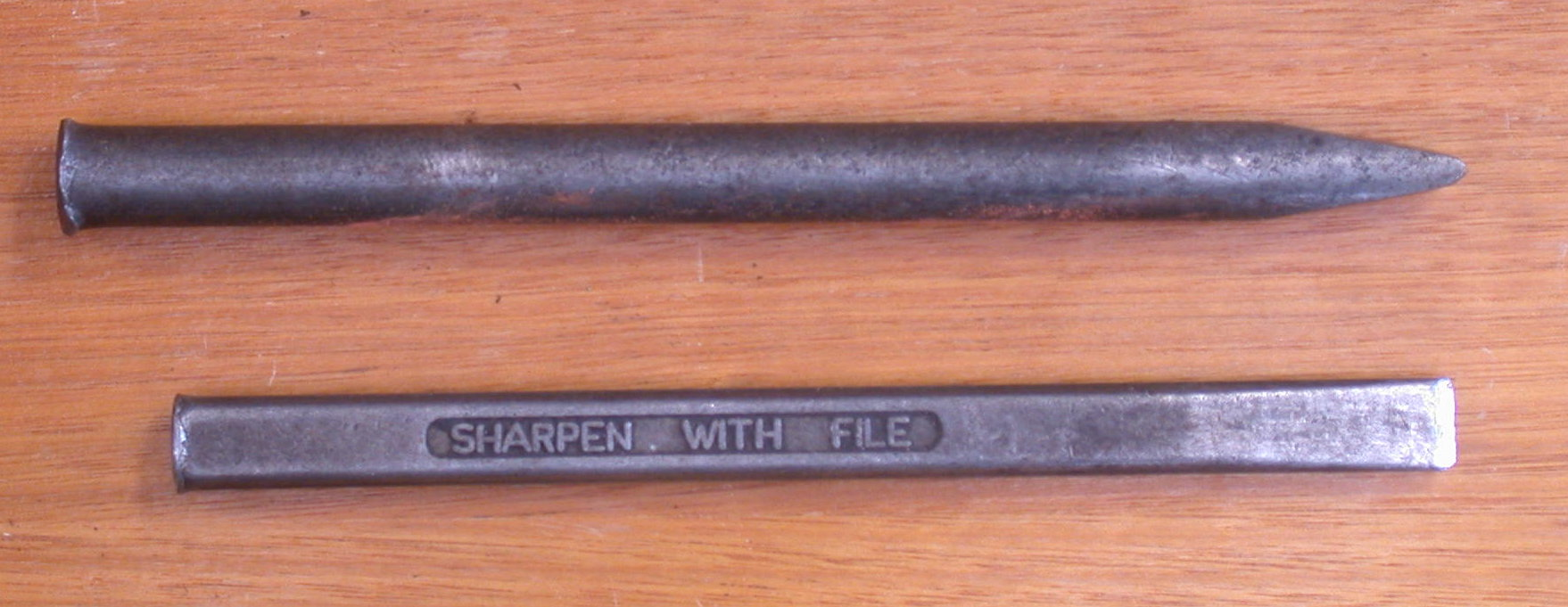
金工鑿

鑿子是一種具有尖端的工具，通常搭配槌子使用，用以雕刻或挖削硬質材料如木材、岩石、金屬。使用時一般單手握鑿，另一手持槌，將施力藉由更小的接觸面積轉化為強大的壓力破壞物體表面。